# Ursinia pilifera
Ursinia pilifera là một loài thực vật có hoa trong họ Cúc. Loài này được Gaertn. miêu tả khoa học đầu tiên.